# Prostomatea
Prostomatea es una clase de protistas del filo Ciliophora. Incluye tanto especies de vida libre como parásitas, que se caracterizan por tener un citostoma en posición anterior, de ahí el nombre de la clase. La citofaringe está soportada por cintas microtubulares postciliares que tienen su origen en las dicinétidas orales.